# San Miguel de Apodaca

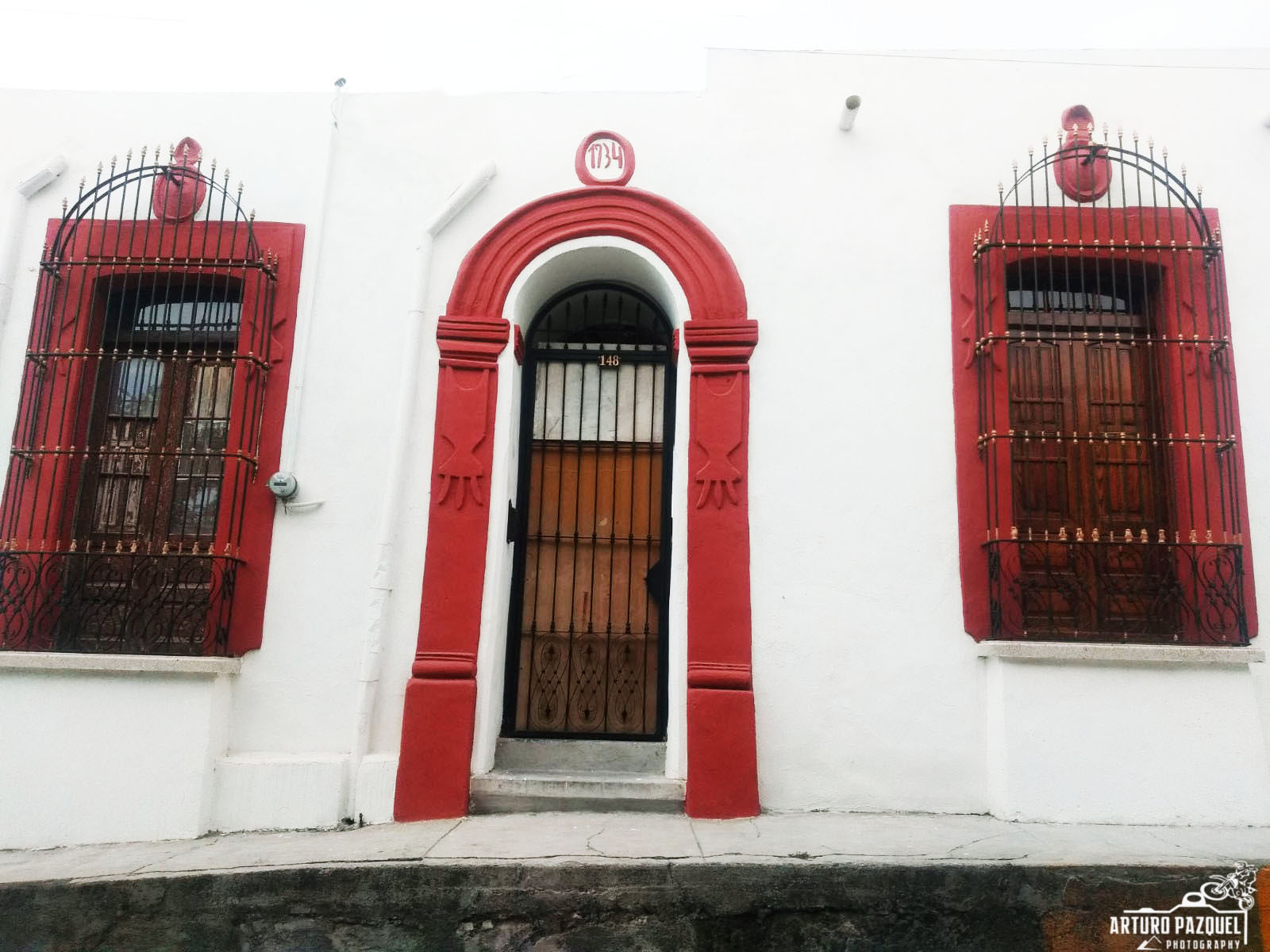
Fachada Ex-Hacienda en San Miguel de Apodaca

San Miguel de Apodaca, arquitectura.

El Poblado de San Miguel es una localidad mexicana del estado de Nuevo León, ubicada en el municipio de Apodaca, y forma parte del grupo de las 7 haciendas antiguas que iniciaron la colonización de lo que hoy conocemos como el municipio de Apodaca.

## Fundación
La fecha exacta de su fundación data del año 1747, pero fue en 1851 que el Honorable Congreso de Nuevo León emitió el decreto número 112, por el cual el Valle de San Francisco es elevado a la categoría de villa, con el nombre de Villa de San Francisco de Apodaca, quedando bajo su jurisdicción las congregaciones de Santa Rosa, Mezquital, Agua Fría, Zacatecas, Huinalá, La Encarnación y San Miguel.

## Orígenes
En 1596 Don Diego de Montemayor funda la ciudad de Monterrey y entonces se vuelven a repoblar los antiguos asentamientos de la que era conocida como "Estancia Castaño" y se cambia el nombre por Hacienda San Francisco. En 1610, Diego de Montemayor vende la Hacienda de San Francisco al capitán José de Treviño quien dio fuerte impulso a la economía local y después de catorce años de poseer la hacienda, Don Jose de Treviño la vendió a sus sobrinos, Blas de la Garza y Alonso Treviño.
En 1633 el capitán Alonso Treviño dio inicio a un obraje de los primeros y más importantes en el Nuevo Reino de Leon siendo la ganadería y el proceso fabril las principales actividades económicas de las haciendas, lo cual nos dejaba presagiar desde entonces el futuro industrial de Apodaca.
Posteriormente, el capitán Alonso Treviño vendió su parte de la hacienda a Blas de la Garza. Se le dio formalidad a esta operación el 28 de septiembre de 1643, al morir Blas, a los 79 años de edad, el 21 de febrero de 1669, la hacienda fue repartida entre sus hijos varones, de nombres: Blas, Lázaro, Miguel, Francisco y Juan de la Garza Falcón lo que desencadeno la división de las 7 haciendas que hoy conocemos como San Francisco (cabecera municipal), La Encarnacion, Santa Rosa, Mezquital, Huinala, Agua Fria y San Miguel.

## Localización
Situado al sur del municipio de Apodaca el poblado de San Miguel se encuentra en los límites con el municipio de Guadalupe. Debido al inevitable fenómeno de urbanización, el que fuera considerado en 2010 como el barrio antiguo de Apodaca se ha visto aglomerado en sus alrededores por nuevos fraccionamientos, colindando con algunas colonias tales como; fraccionamiento Privada San Miguelito, colonia Sebastián Elizondo I, colonia Sebastián Elizondo II, colonia Miguel Hidalgo, fraccionamiento Monte Albán, fraccionamiento Altaria Residencial y fraccionamiento Villas de Loreto.

## Flora y fauna
La flora predominante son árboles y arbustos como el Mezquite, Huizache, Granjeno, Anacua, Uña de Gato y Nopal entre otros, así como su fauna compuesta por Conejos, Liebres, Tlacuaches, Jabalina, Venado, además de diferentes tipos de reptiles como Lagartijos y Serpientes. Además por su hidrografía al contar con el paso del Arroyo la Talaverna en su cauce se podían encontrar diferentes peces de río tales como la Mojarra y el Bagre. Lamentablemente debido a la urbanización todos estos recursos naturales han ido desapareciendo y en la actualidad se conservan pocos espacios con esta flora, fauna e hidrografía.